# 28 tháng 1
Ngày 28 tháng 1 là ngày thứ 28 trong lịch Gregory. Còn 337 ngày trong năm (338 ngày trong năm nhuận).

## Sự kiện
- 98 - Sau cái chết của Nerva, Trajan được tôn làm Hoàng đế La Mã tại Cologne.
- 814 - Charlemagne, Hoàng đế La Mã Thần Thánh đầu tiên, băng hà. Con trai ông, Louis Mộ đạo, trở thành tân đế.
- 1005 – Sứ giả Khiết Đan đem thệ thư dâng cho triều đình Bắc Tống, tức Thiền Uyên chi minh, hai bên không còn chiến tranh trong hơn 100 năm sau đó, tức ngày Ất Mùi (16) tháng 12 năm Giáp Thìn
- 1069 - Robert de Comines, Bá tước Northumbria được William I của Anh tấn phong, bị quân phản loạn đánh bại và giết chết tại Durham. Đây là tiền đề cho một loạt chiến dịch của William I tại phía bắc England vào Mùa Đông 1069-1070.[1]
- 1077 – Giáo hoàng Công giáo La Mã bãi bỏ Vạ tuyệt thông đối với Hoàng đế La Mã Thần thánh Heinrich IV.
- 1115 – Thủ lĩnh tộc Nữ Chân Hoàn Nhan A Cốt Đả xưng đế tại Hội Ninh, đặt quốc hiệu là Đại Kim, tức ngày Nhâm Thân (1) tháng 1 năm Ất Mùi.
- 1393 – Quốc vương Charles VI của Pháp gần như thiệt mạng khi trang phục của một số vũ công bắt lửa.
- 1521 - Dưới lời triệu tập của Hoàng đế La Mã Thần thánh Charles V, một hội đồng được khai mạc tại Worms với sự có mặt của Martin Luther để xem xét quan điểm đức tin của ông được thể hiện khi phản hồi một Tông sắc của Giáo hoàng Leo X. Tại đây, Martin Luther từ chối thay đổi quan điểm của mình.[2]
- 1547 – Edward VI mới chín tuổi khi trở thành quốc vương của Anh, ông là quân chủ Tin Lành đầu tiên của Anh.
- 1724 – Sa hoàng Pyotr I cho thành lập Viện Hàn lâm Khoa học Sankt-Peterburg, tiền thân của Viện Hàn lâm Khoa học Nga.
- 1813 – Tiểu thuyết Kiêu hãnh và định kiến của Jane Austen được phát hành lần đầu tại Anh Quốc.
- 1868 – Chiến tranh Mậu Thìn: Quân Mạc phủ giành chiến thắng trong Hải chiến Awa, tức 4 tháng 1 năm Mậu Thìn.
- 1871 – Chiến tranh Pháp-Phổ: Cuộc vây hãm Paris kết thúc với thất bại của Pháp, Pháp và Phổ đình chiến.
- 1887 – Tháp Eiffel được khởi công xây dựng theo thiết kế và chỉ đạo của kỹ sư người Pháp Alexandre Gustave Eiffel.
- 1915 – Một đạo luật của Quốc hội Hoa Kỳ thiết lập Tuần duyên Hoa Kỳ với địa vị là một nhánh của Quân đội Hoa Kỳ.
- 1918 – Nội chiến Phần Lan: Phiến quân chiếm giữ thủ đô Helsinki.
- 1918 – Hội đồng Uỷ viên nhân dân của Cộng hòa Xô viết Nga quyết định thành lập Hồng Quân với nòng cốt là Hồng vệ binh, tức ngày 15 tháng 1 theo lịch Julius.
- 1935 – Iceland là quốc gia đầu tiên mở đầu tiên hợp thức hoá việc nạo phá thai.
- 1941 – Hồ Chí Minh trở về nước tại Pác Bó (Cao Bằng) sau 30 năm bôn ba nước ngoài.
- 1945 – Chiến tranh thế giới thứ hai: Chiến dịch tấn công Memel kết thúc khi quân Đức triệt thoái và quân Liên Xô làm chủ thành phố.
- 1955 – Người Pháp thành lập quân chủng vận tải và trinh sát trên không quy mô nhỏ Hàng không Lào, tiền thân của Không quân Hoàng gia Lào.
- 1965 – Nghị viện Canada thông qua một đạo luật lựa chọn mẫu thiết kế quốc kỳ hiện tại của quốc gia.
- 1985 – Ca khúc We Are the World được thu âm tại Henson Recording Studios, Los Angeles, Hoa Kỳ.
- 1986 – Tàu con thoi Challenger bị phá hủy sau khi bắt đầu sứ mệnh thứ 10, khiến 7 thành viên phi hành đoàn thiệt mạng.

## Sinh
- 1457 – Henry VII, quốc vương của Anh (m. 1509)
- 1600 – Giáo hoàng Clêmentê IX (Latinh: Clemens IX) (m. 1669)
- 1712 – Tokugawa Ieshige, tướng quân của Nhật Bản, tức 21 tháng 12 năm Tân Mão (m. 1761)
- 1717 – Mustafa III, sultan của Đế quốc Ottoman (m. 1774)
- 1829 – Gustav von Arnim, tướng lĩnh Phổ (m. 1909)
- 1833 – Charles George Gordon, tướng lĩnh và quản trị viên người Anh Quốc (m. 1885)
- 1838 – James Craig Watson, nhà thiên văn học người Canada-Mỹ (m. 1880)
- 1846 – Wilhelm von Kanitz, tướng lĩnh Phổ (m. 1912)
- 1853 – José Martí, nhà báo, nhà thp và nhà lý luận người Cuba (m. 1895)
- 1853 – Vladimir Solovyov, triết gia người Nga, tức 16 tháng 1 theo lịch Julius (m. 1900)
- 1886 – Aleksandr Myasnikyan, lãnh đạo bolshevik người Armenia (m. 1925)[3]
- 1887 – Arthur Rubinstein, nghệ sĩ dương cầm người Ba Lan-Mỹ (m. 1982)
- 1890 – Hoàng Thị Cúc, hoàng thái hậu của triều Nguyễn (m. 1980)
- 1912 – Jackson Pollock, họa sĩ người Mỹ (m. 1956)
- 1921 – Nhạc sĩ Xuân Tiên (m. 2023)
- 1929 – Edith M. Flanigen, nhà hóa học người Mỹ
- 1934 – Mitr Chaibancha, diễn viên người Thái Lan (m. 1970)
- 1940 – Carlos Slim Helú, doanh nhân người Mexico
- 1944 – John Tavener, nhà soạn nhạc người Anh Quốc (m. 2013)
- 1948 – Charles Taylor, chính trị gia người Liberia, tổng thống của Liberia
- 1954
  - Bruno Metsu, cầu thủ và nhà quản lý bóng đá người Pháp (m. 2013)
  - Rick Warren, mục sư và tác gia người Mỹ
- 1955 – Nicolas Sarkozy, chính trị gia người Pháp, tổng thống của Pháp
- 1962 – Abdelkader Aamara, chính trị gia người Maroc
- 1968 – Sarah McLachlan, ca sĩ, nghệ sĩ dương cầm, nhà sản xuất người Canada
- 1978
  - Sheamus, đô vật và diễn viên người Ireland
  - Gianluigi Buffon, cầu thủ bóng đá người Ý
  - Jamie Carragher, cầu thủ bóng đá người Anh Quốc
- 1980 – Nick Carter, ca sĩ, nhà sản xuất, vũ công, diễn viên người Mỹ (Backstreet Boys)
- 1982 – 
  - Lee Yoo-ri, diễn viên người Hàn Quốc
  - Lương Bằng Quang, nhạc sĩ kiêm ca sĩ người Việt Nam
- 1985 – Phạm Trưởng, ca sĩ người Việt Nam
- 1992 - Huỳnh Anh, diễn viên người Việt Nam
- 1994 – Nguyễn Thị Mai Hưng, kỳ thủ cờ vua người Việt Nam

## Mất
- 419 – Tư Mã Đức Tông, tức Tấn An Đế, hoàng đế của triều Đông Tấn, tức ngày Mậu Dần (17) tháng 12 năm Mậu Ngọ (s. 382)
- 814 – Charlemagne, hoàng đế La Mã (s. 742)
- 929 – Cao Quý Hưng, quân chủ nước Kinh Nam, tức ngày Bính Thìn (15) tháng 12 năm Mậu Tý
- 1547 – Henry VIII của Anh (s. 1491)
- 1621 – Giáo hoàng Phaolô V (Latinh: Paulus V) (s. 1550)
- 1864 – Benoit Clapeyron, nhà vật lý học và kỹ sư người Đức (s. 1799)
- 1889 – Đồng Khánh, hoàng đế triều Nguyễn, tức ngày 27 tháng 12 năm Mậu Tý (s. 1864)
- 1891 – Felipe Poey, nhà động vật học người Cuba (s. 1799).
- 1929 – Hans von Plessen, tướng lĩnh và giáo sĩ Phổ (s. 1841)
- 1939 – William Butler Yeats, nhà thơ người Ireland, đoạt giải Nobel (s. 1865)
- 1953 – James Scullin, chính trị gia người Úc, thủ tướng của Úc (s. 1876)
- 1968 – Ngô Lập Chi, nhà giáo, nhà cổ văn học người Việt Nam (s. 1888)
- 1975 – Antonín Novotný, chính trị gia người Tiệp Khắc, chủ tịch nước Tiệp Khắc (s. 1904)
- 1983 – Frank Forde, chính trị gia người Úc, thủ tướng của Úc (s. 1890)
- 1986 – Gregory Jarvis, Christa McAuliffe, Ronald McNair, Ellison Onizuka, Judith Resnik, Dịck Scobee, Michael J. Smith
- 1996 – Joseph Brodsky, nhà thơ người Nga-Mỹ, đoạt giải Nobel (s. 1940)
- 2001 – Vũ Bá Oai, võ sư người Việt Nam (s. 1903)
- 2002 – Astrid Lindgren, tác gia người Thụy Điển (s. 1907)
- 2002 – Ayşe Nur Zarakolu, tác gia và nhà hoạt động người Thổ Nhĩ Kỳ (s. 1946)
- 2007 – Hứa Vĩ Luân, diễn viên người Đài Loan (s. 1978)
- 2007 – Karel Svoboda, nhà soạn nhạc người Séc (s. 1938)
- 2010 – Đàm Thị Loan, sĩ quan người Việt Nam (s. 1926)
- 2021 – Cicely Tyson, diễn viên West Indies-Mỹ (s. 1924)

## Những ngày lễ và kỉ niệm
- 1918, thành lập lực lượng Hồng Quân Liên Xô